# Baronía de Hermoro
La baronía de Hermoro es un título nobiliario español creado por el rey Alfonso XIII en favor de Jerónimo López de Áyala y Álvarez de Toledo, V marqués de Villanueva del Castillo, XIII conde del Cedillo y VI vizconde de Palazuelos, por real decreto del 6 de febrero de 1922 y despacho expedido el 3 de abril del mismo año, sobre un antiguo señorío de su casa.

## Barones de Hermoro
|                           | Titular                                      | Periodo                   |
| Creación por Alfonso XIII | Creación por Alfonso XIII                    | Creación por Alfonso XIII |
| ------------------------- | -------------------------------------------- | ------------------------- |
| I                         | Jerónimo López de Ayala y Álvarez de Toledo  | 1922-1943                 |
| II                        | Constanza López de Ayala y Morenés           | 1953-1960                 |
| III                       | María Angelina de Contreras y López de Ayala | 1960-hoy                  |

## Historia de los barones de Hermoro
- Jerónimo López de Ayala y Álvarez de Toledo (b. Toledo, 5 de diciembre de 1862-Roma, 5 de marzo de 1934), I barón de Hermoro, V marqués de Villanueva del Castillo (por rehabilitación a su favor en 1922), XIII conde de Cedillo, VI vizconde de Palazuelos, comendador de Oreja y trece de la Orden de Santiago, gentilhombre de cámara del rey con ejercicio, gran cruz de Isabel la Católica, académico de la Real de Historia, honorario de la de bellas artes y ciencias históricas de Toledo y concejal del ayuntamiento de Madrid.[3][1]

Casó en Madrid, el 8 de diciembre de 1885, con María Morenés y García-Alessón (n. 1862). El 5 de junio de 1953 le sucedió su hija:
- Constanza López de Ayala y Morenés (n. Madrid, 6 de febrero de 1903), II baronesa de Hermoro, VI marquesa de Villanueva del Castillo.[1]

Casó con Juan de Contreras y López de Ayala, IX marqués de Lozoya, caballero de la Orden de Santiago y miembro de la Asociación de Hidalgos a Fuero de España. El 7 de octubre de 1960, previa orden del 21 de julio del mismo año para que se expida la correspondiente carta de sucesión (BOE del día 29), le sucedió, por cesión, su hija:
- María Angelina de Contreras y López de Ayala, III baronesa de Hermoro.[3]

Casó con Ramón Ayerra Alonso (1937-2010), abogado.